# Musculus iliacus
Der Musculus iliacus (lat. für „Darmbeinmuskel“) ist ein Skelettmuskel der unteren Extremität bei Säugetieren, genauer der bauchseitigen (ventralen) Lendenmuskulatur. Er wird funktionell mit dem großen Lendenmuskel (Musculus psoas major) – beim Menschen auch mit dem nicht immer vorhandenen kleinen Lendenmuskel (Musculus psoas minor) – zum Lenden-Darmbeinmuskel (Musculus iliopsoas) zusammengefasst. Der Musculus iliacus bildet bei Schlachttieren den „Kopf“ des Filets.

## Anatomie
Der Musculus iliacus entspringt von der Grube (Fossa iliaca) des Darmbeines (Os ilium) und dem vorderen unteren Darmbeinstachel (Spina iliaca anterior inferior).
Er vereinigt sich mit den Lendenmuskeln und gelangt, umhüllt von ihrer Muskelbinde (Fascia iliaca) als Lenden-Darmbeinmuskel durch die Muskelpforte (Lacuna musculorum) zum kleinen Rollhügel (Trochanter minor) des Oberschenkelknochens, an dem er ansetzt. Beim Hund und beim Rind liegt unter dem Ansatz ein Schleimbeutel, die Bursa subtendinea iliaca.
Zusammen mit dem Musculus adductor longus und dem Musculus pectineus bildet der Musculus iliopsoas den Boden des Schenkeldreiecks. Zwischen Musculus iliacus und Musculus psoas major verläuft der Nervus femoralis, der zusammen mit direkten Ästen aus dem Plexus lumbalis den Musculus iliacus innerviert.

## Funktion
Im Hüftgelenk bewirkt der Muskel eine Beugung (Flexion), er ist der stärkste Hüftbeuger des Menschen. Im Iliosakralgelenk bewirkt er die Gegennutation. Außerdem bewirkt er im Hüftgelenk je nach Ausgangsposition des Gelenks eine Auswärts- oder Einwärtsdrehung. Des Weiteren bewirkt er bei einseitiger Anspannung eine Seitwärtsneigung (Lateralflexion) und bei beidseitiger Anspannung eine Beugung (Inklination) der Wirbelsäule und bewirkt damit das Aufrichten des Rumpfes aus der Rückenlage.
Ein gezieltes Training des Musculus iliacus kann durch Anheben der Beine in Sitzposition erfolgen, so dass Oberkörper und Beine ein ‚V‘ bilden.

## Bilder

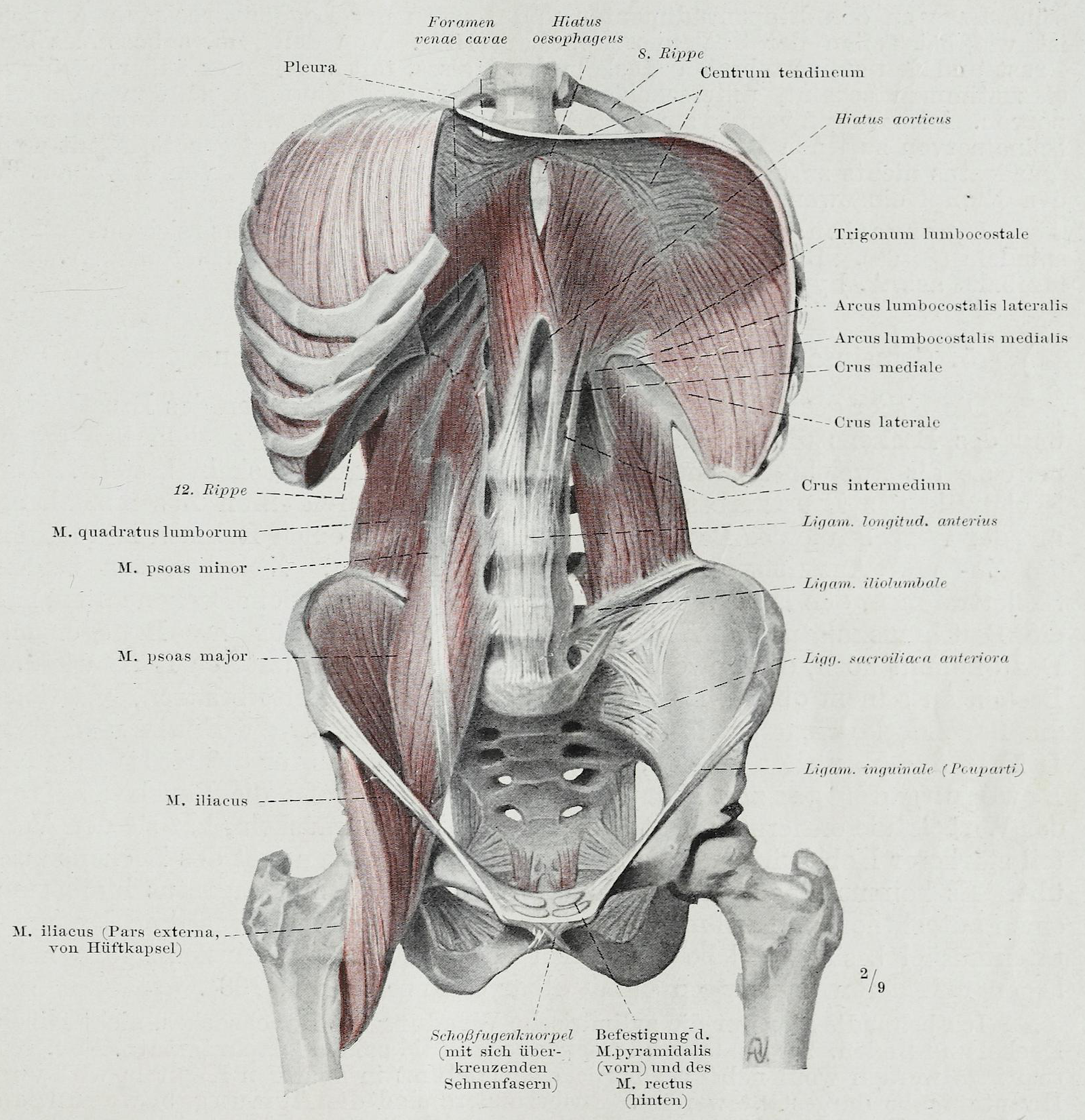
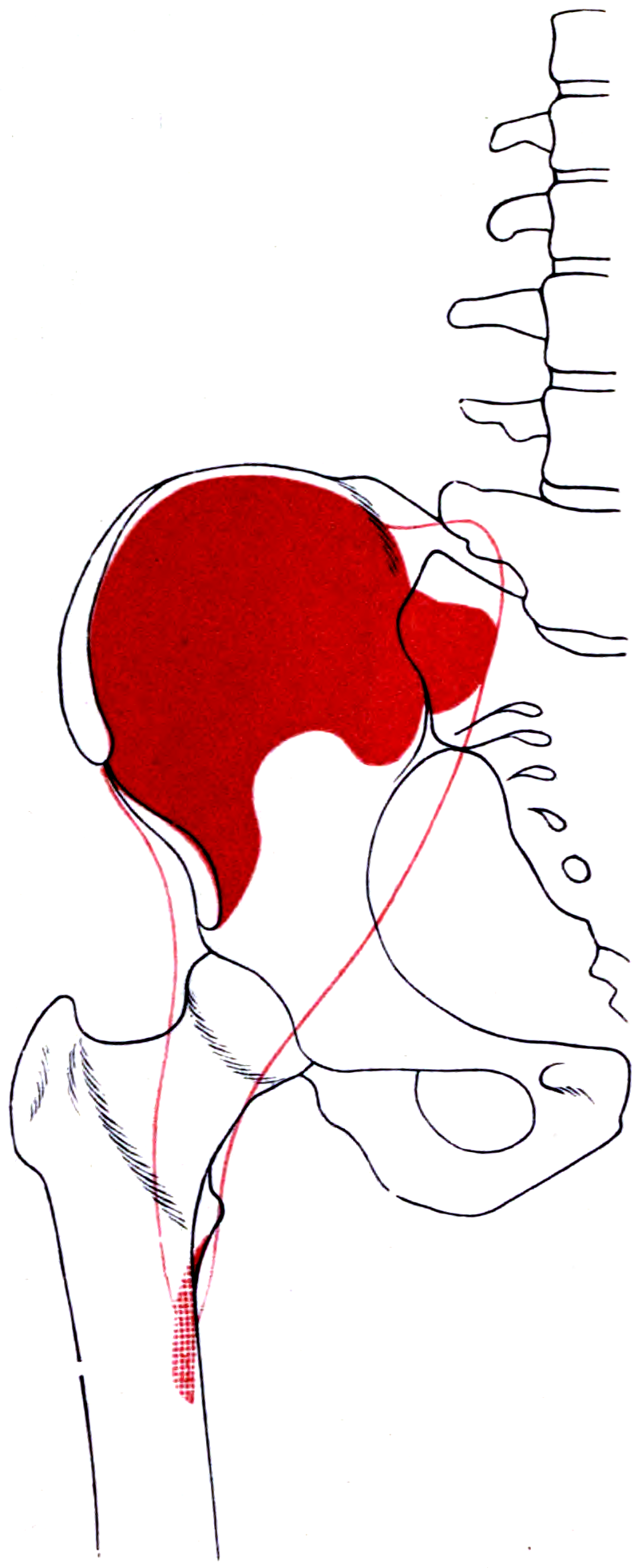
Ursprung und Ansatz.
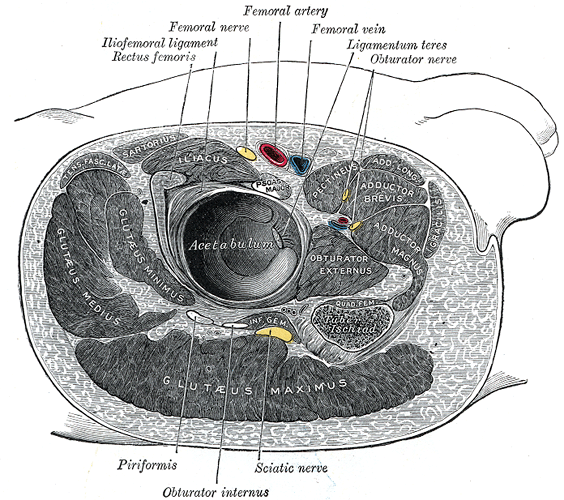
Querschnitt in Höhe des Hüftgelenks.
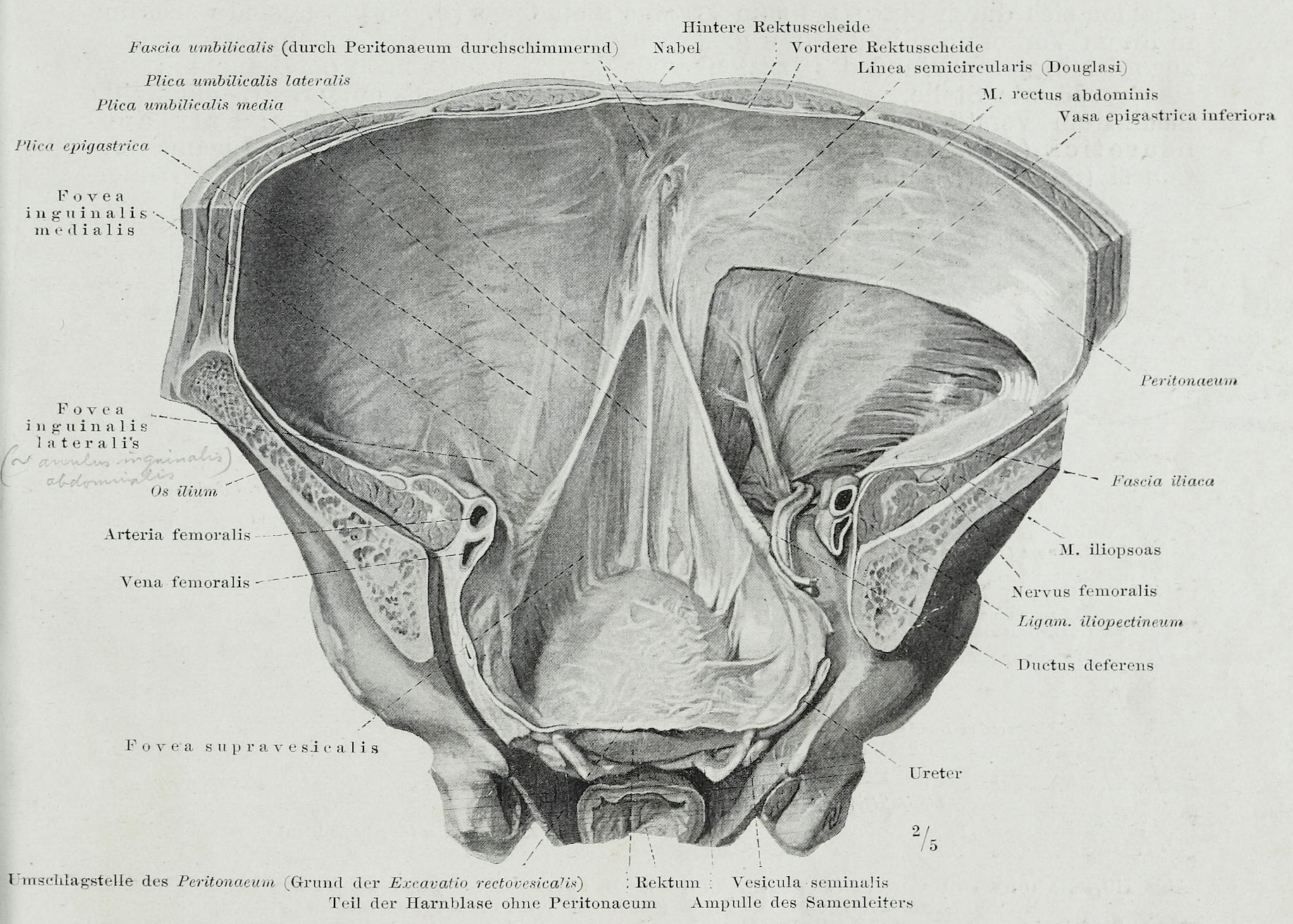
Schnitt in der Frontalebene, Blick von hinten. Der N. femoralis auf der Oberseite des Iliopsoas.